# Chaetomium uniporum
Chaetomium uniporum är en svampart som beskrevs av Aue & E. Müll. 1967. Chaetomium uniporum ingår i släktet Chaetomium och familjen Chaetomiaceae.   Inga underarter finns listade i Catalogue of Life.